# تپه لعل‌آباد دشت
تپه لعل آباد دشت مربوط به دوره سلجوقیان است و در شهرستان کرمانشاه، بخش مرکزی، دهستان میان دربند، ۱/۵ کیلومتری جنوب غرب روستای لعل آباد واقع شده و این اثر در تاریخ ۲۵ آبان ۱۳۸۷ با شمارهٔ ثبت ۲۳۸۵۲ به‌عنوان یکی از آثار ملی ایران به ثبت رسیده است.